# Gene Ramey
Gene Ramey  (* 4. April 1913  in Austin, Texas; † 8. Dezember 1984 ebenda) war ein US-amerikanischer Jazz-Bassist.

## Leben und Wirken
Ramey spielte zunächst in der Schulband (Anderson High School) Trompete und danach Sousaphon bei „George Corley’s Royal Aces“. Nachdem er 1932 (mit der Band von Terrence Holder) nach Kansas City gezogen war und sich wie viele durchreisende Musiker von der lebendigen Jazz-Szene der Stadt gefangen nehmen ließ, lernte er Bass bei Walter Page und spielte in teilweise eigenen Lokalbands, bevor er 1938 bis 1943 überwiegend bei Jay McShann spielte. Nach der Auflösung der Band ging er nach New York, wo er mit vielen bekannten Jazz-Größen, darunter ehemaligen „Kansas-City Kollegen“ wie Ben Webster, Lester Young, Hot Lips Page und Charlie Parker (ebenfalls ein ehemaliges Jay McShann Bandmitglied) spielte, sowie mit Miles Davis, Thelonious Monk, Coleman Hawkins, Luis Russell, Eddie Lockjaw Davis, Dizzy Gillespie und Johnny Costa. Auch in den 1950ern arbeitete er meist freiberuflich, u. a. für Count Basie und Eartha Kitt. 1953 gehörte er zu den ersten Jazz-Messengern von Art Blakey und Horace Silver und spielte 1954 mit Art Blakey. 1955 trat er an der Seite von Lee Konitz und Lennie Tristano in New York auf; die Mitschnitte wurden auf dem Album Lennie Tristano auf Atlantic veröffentlicht. 1959 und 1961 war er auf Europa-Tournee mit Buck Clayton.
In den 1960er Jahren spielte er auch mit so unterschiedlichen Musikern wie Teddy Wilson (1963), Muggsy Spanier (1962), Peanuts Hucko, Jimmy Rushing und 1969 nochmals mit Jay McShann (und Eddie „Cleanhead“ Vinson) auf Europa-Tournee (sowie nochmals 1979). 1976 ging er in seine Heimatstadt Austin in Texas zurück, wo er sich eigentlich zur Ruhe setzen wollte, dann aber schnell wieder in die lokale Jazzszene gezogen wurde, die er u. a. als Lehrer zu fördern half.

## Filmografie
- 1942: Die Königin vom Broadway (My Gal Sal)
- 1943: Du Barry Was a Lady
- 1943: Coney Island
- 1951: Die Piratenkönigin (Anne of the Indies)